# Roc del Boucher
Il Roc del Boucher è una montagna delle Alpi Cozie alta 3.285 m. Si trova in alta Val Susa ed interessa i comuni di Cesana Torinese e di Sauze di Cesana, entrambi in Provincia di Torino.
Il termine boucher in francese significa macellaio.

## Descrizione

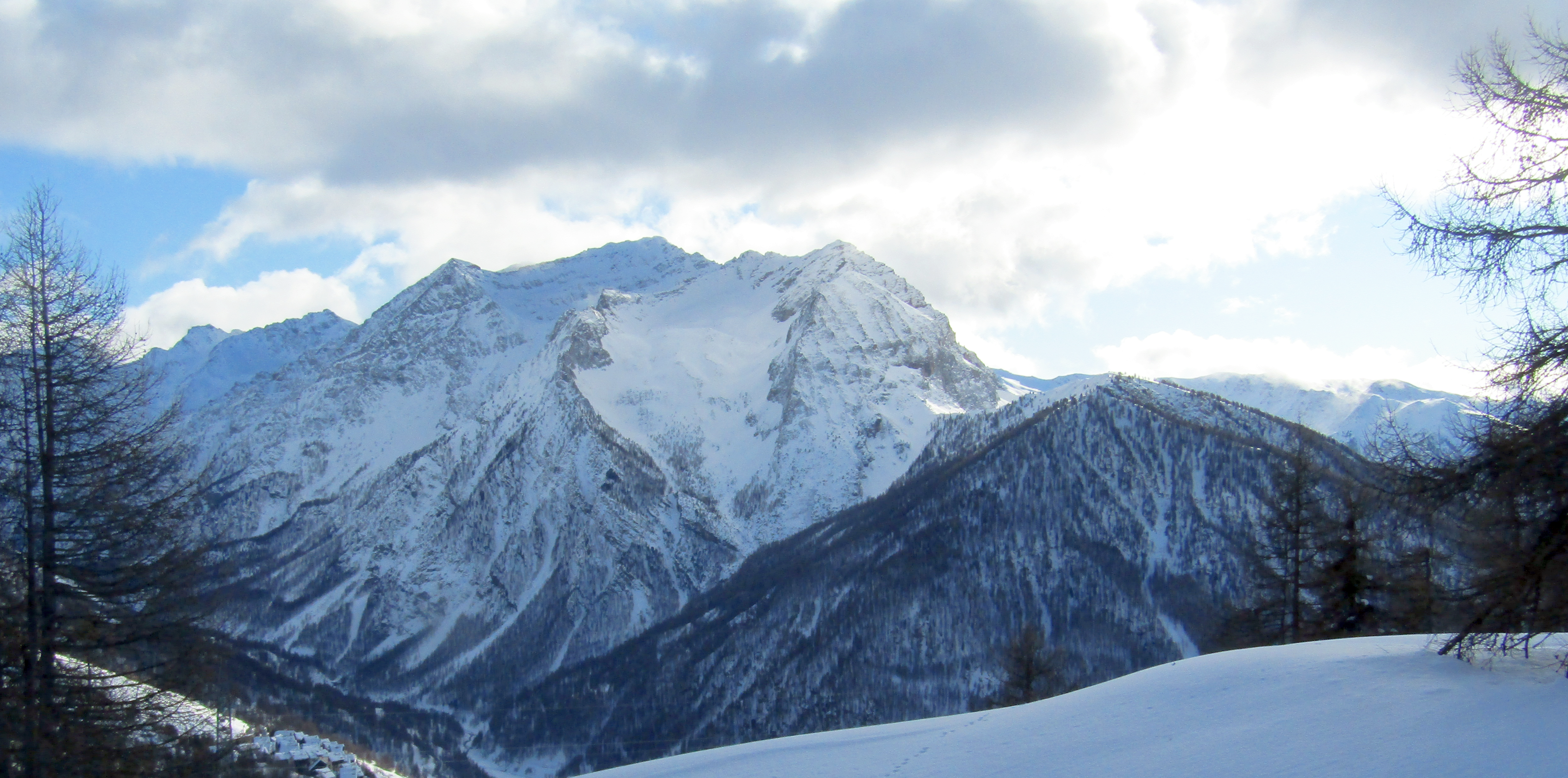
Vista invernale dal Sestriere

La montagna appartiene allo spartiacque che separa la Valle Argentera dalla Val Thuras. Da essa si dipartono, oltre al crinale principale, anche due costoloni che la collegano rispettivamente verso nord-est alla Gran Cima (3.152 m) e verso sud-ovest al più modesto Monte Ecafa, che domina le Grange di Thures. Il profondo intaglio del Colle del Boucher (3.098 m) la separa dalla vicina Punta Ciatagnera.
Mentre il versante meridionale si presenta detritico e con una pendenza uniforme le altre parti della montagna sono rocciose e a tratti strapiombanti.
. 
Sulla cima si trova una piccola croce metallica.

## Escursionismo e sci
La via di salita normale parte dalla Valle di Thures e si stacca dallo sterrato di fondovalle in corrispondenza delle Grange di Thures superiori, risale la valletta del Rio Ecafa e dopo un traverso in direzione ovest raggiunge la cima per l'elementare cresta sud-occidentale.
La montagna è anche una interessante meta sci-alpinistica.